# Jewdokija Iwanowna Nossal
Jewdokija Iwanowna Nossal (russisch Евдокия Ивановна Носаль; * 13. März 1918 in Burtschak, Ukraine; † 23. April 1943 bei Noworossijsk, Sowjetunion) war eine sowjetische Lehrerin und Kampfpilotin im Deutsch-Sowjetischen Krieg.
Jewdokija Nossal war Lehrerin. Während des Kriegs war sie Soldatin der Roten Armee bei den nur aus Frauen bestehenden Nachthexen, welche nachts mit einfachen Doppeldeckern Polikarpow Po-2 Bombereinsätze flogen.
Jewdokija Nossal wurde bei ihrem 354. Einsatz abgeschossen.
Postum wurde ihr der Titel Held der Sowjetunion verliehen.